# Mujer joven ganchillando
Días tranquilos o Mujer joven ganchillando es una pintura al óleo sobre lienzo de 36,1 × 27,4 cm de 1875 del pintor italiano Giovanni Boldini, conservada en el Instituto de Arte Clark de Williamstown (Massachusetts) en Estados Unidos.

## Historia
Cuando se vendió en Nueva York en 1893, el cuadro recibió el título de Días tranquilos, lo que da testimonio del mensaje de optimismo que la pintura de Boldini transmitía en todo el mundo: Los cuadros de Boldini, destinados, gracias a Goupil y a otros marchantes con los que trabó amistad, a formar parte de colecciones europeas y americanas, alimentaron en el imaginario colectivo la imagen de una sociedad francesa pacífica, feliz y armoniosa.

## Descripción
A primera vista, la obra parece capturar una escena de la vida cotidiana burguesa: una joven rubia sentada cómodamente en un sofá, está ganchillando, mientras a sus pies en el suelo de parqué un niño juega con una espada sentado sobre la alfombra arrugada. Puede reconocerse fácilmente a Berthe, musa de Boldini, cuya aparición recurrente por entonces en muchos cuadros y en diversas situaciones indica que se trata una vez más de una puesta en escena cuidadosamente elaborada en el taller del artista: el desorden aparente está orquestado por este último para reforzar la impresión de espontaneidad.

## Análisis
Los trajes cuidadosamente estudiados, hasta los delicados zapatos de satén rosa de Berthe, así como los accesorios (cojines, alfombra, un violonchelo colocado casualmente en el suelo, junto a un abrigo enrollado sobre una silla) permiten a Boldini demostrar su destreza al reproducir una amplia variedad de materiales y texturas que probablemente agradarán a los coleccionistas.
Berthe se convirtió en un icono de la burguesía parisina, expresando el bienestar al que ahora podía aspirar todo un sector alto de la población de la Tercera República, lejos de los recuerdos de la Comuna de París.